# Flomaton (Alabama)
Flomaton est une ville du comté d'Escambia, en Alabama, aux États-Unis. La ville est fondée en 1869, à l'intersection de trois lignes ferroviaires, construites par Mobile and Montgomery Railroad.

## Démographie
| 1910 | 1920 | 1930 | 1940 | 1950  | 1960  | 1970  | 1980  |
| ---- | ---- | ---- | ---- | ----- | ----- | ----- | ----- |
| 559  | 724  | 915  | 837  | 1 036 | 1 454 | 1 584 | 1 882 |

| 1990  | 2000  | 2010  | - | - | - | - | - |
| ----- | ----- | ----- | - | - | - | - | - |
| 1 811 | 1 588 | 1 440 | - | - | - | - | - |

## Source de la traduction
- (en) Cet article est partiellement ou en totalité issu de l’article de Wikipédia en anglais intitulé « Flomaton, Alabama » (voir la liste des auteurs).